# Centromerus turcicus
Centromerus turcicus là một loài nhện trong họ Linyphiidae.
Loài này thuộc chi Centromerus. Centromerus turcicus được Jörg Wunderlich miêu tả năm 1995.